# Strike (Baseball)

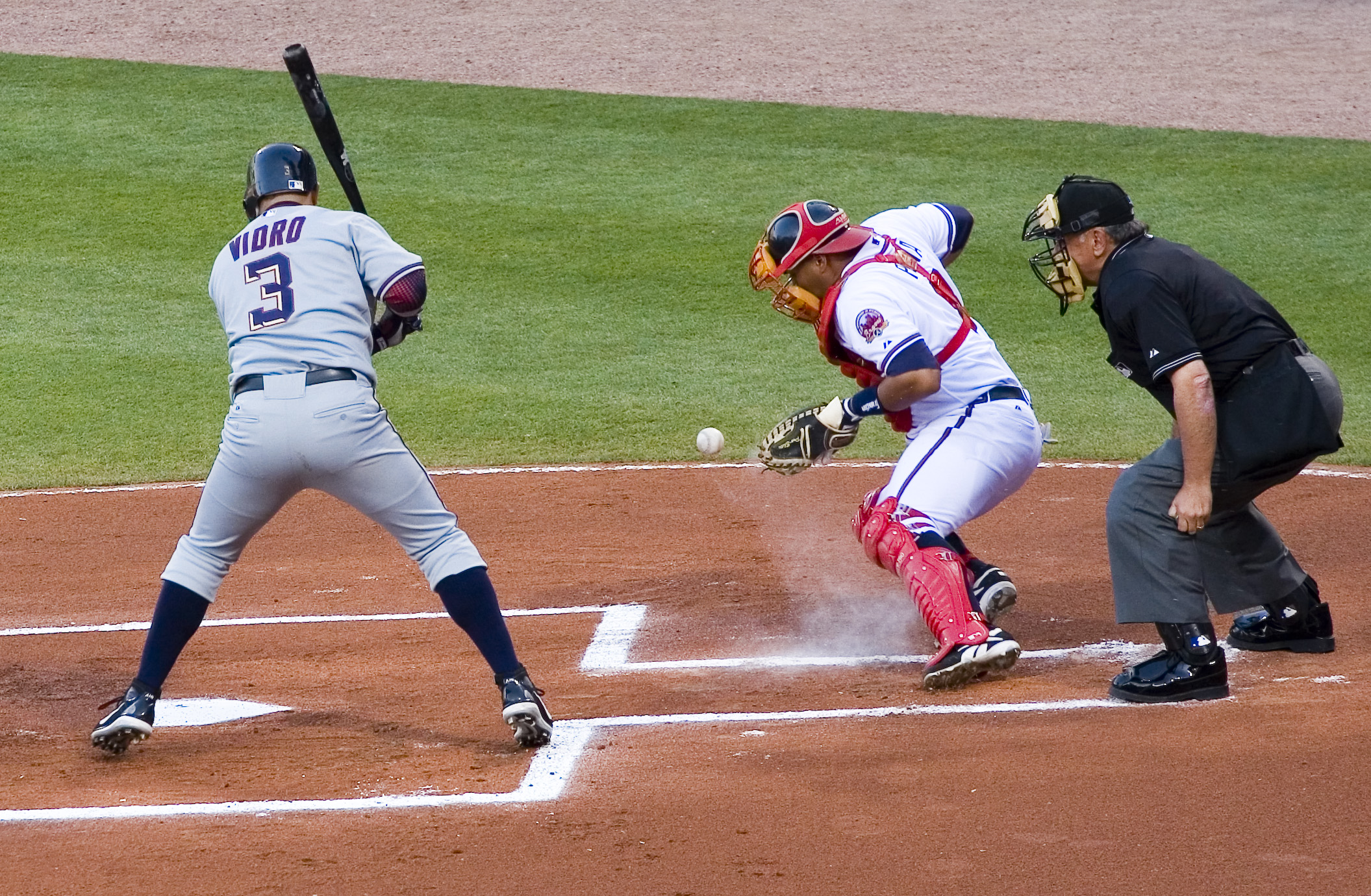
Strike beim Baseball

Ein Strike beim Baseball ist ein vom Pitcher geworfener Ball,
1. der die Strike Zone durchfliegt, ohne dass der Batter (Schlagmann) einen gültigen Schlag durchführt, oder
2. der vom Batter bei einem Schlagversuch nicht getroffen wird (egal ob er durch die Strike Zone fliegt oder nicht), oder
3. der vom Schlagmann aus dem regulären Spielfeld herausgeschlagen wird („Foul Ball“).

In allen drei Fällen wird dem Konto des Batters ein Strike angerechnet. Bei drei dieser Strikes ist der Batter aus dem Spiel (Strikeout). Hat der Pitcher bereits zwei Strikes erzielt, zählt ein weiterer Foul Ball nicht als Strike. Der Schlagmann ist dann also nicht aus.